# Бергер, Михаил Львович
Михаи́л Льво́вич Бе́ргер (род. 8 апреля 1953 года, Одесса) — российский журналист, медиаменеджер, педагог, радиоведущий, экономический обозреватель. В конце 1990-х — начале 2000-х был главным редактором газеты «Сегодня», журнала «Деловая хроника», «Еженедельного журнала» и «Ежедневного журнала». Впоследствии — медиаменеджер, генеральный директор медиахолдингов «Румедиа» и «Объединенные медиа» (до 2023). Профессор Высшей школы экономики. Член Общественного совета Российского еврейского конгресса.

## Биография
Родился в Одессе в семье армейского офицера.
В 1970 году сразу после окончания школы пробовал поступить на факультет журналистики МГУ им. М. В. Ломоносова, но не поступил из-за нехватки баллов. После этого недолгое время работал слесарем на заводе, затем ушел в армию. В 1971—1973 годах проходил срочную воинскую службу в Вооруженных силах СССР в стройбате.
После службы в армии с новой попытки поступил на факультет журналистики МГУ им. М. В. Ломоносова и окончил его газетное отделение в 1978 году. Во время учебы писал материалы для газет «Комсомольская правда» и «Неделя», а также для журнала «Ровесник».
В 1978—1986 годах работал (по распределению) корреспондентом газеты «Советская торговля», печатном органе профсоюза работников торговли и потребкооперации СССР.
В 1986—1997 годах — корреспондент, специальный корреспондент, обозреватель отдела экономики, редактор отдела экономики, член редакционной коллегии газеты «Известия».
В 1997—2001 годах — главный редактор газеты «Сегодня».
В 2002—2003 годах — главный редактор журнала «Деловая хроника».
В 2003—2004 годах — главный редактор бумажного «Еженедельного журнала». В 2004—2005 годах — главный редактор интернет-издания «Ежедневный журнал», созданного командой журналистов прекратившего выходить в ноябре 2004 года «Еженедельного журнала».
В 2006—2023 годах — генеральный директор медиахолдинга «Румедиа», объединяющего медиаактивы предпринимателя В. С. Лисина.
В 2009—2023 годах — генеральный директор медиахолдинга «Объединенные медиа».
С 2007 года — профессор Высшей школы экономики, преподает такие курсы, как «Экономика медиа», «Медиаменеджмент», «Управление медиаактивами», «Управление медиахолдингами» и другие. Является одним из ведущих специалистов в России по вопросам медиаменеджмента.
Владеет английским языком. Женат.

## Награды и премии

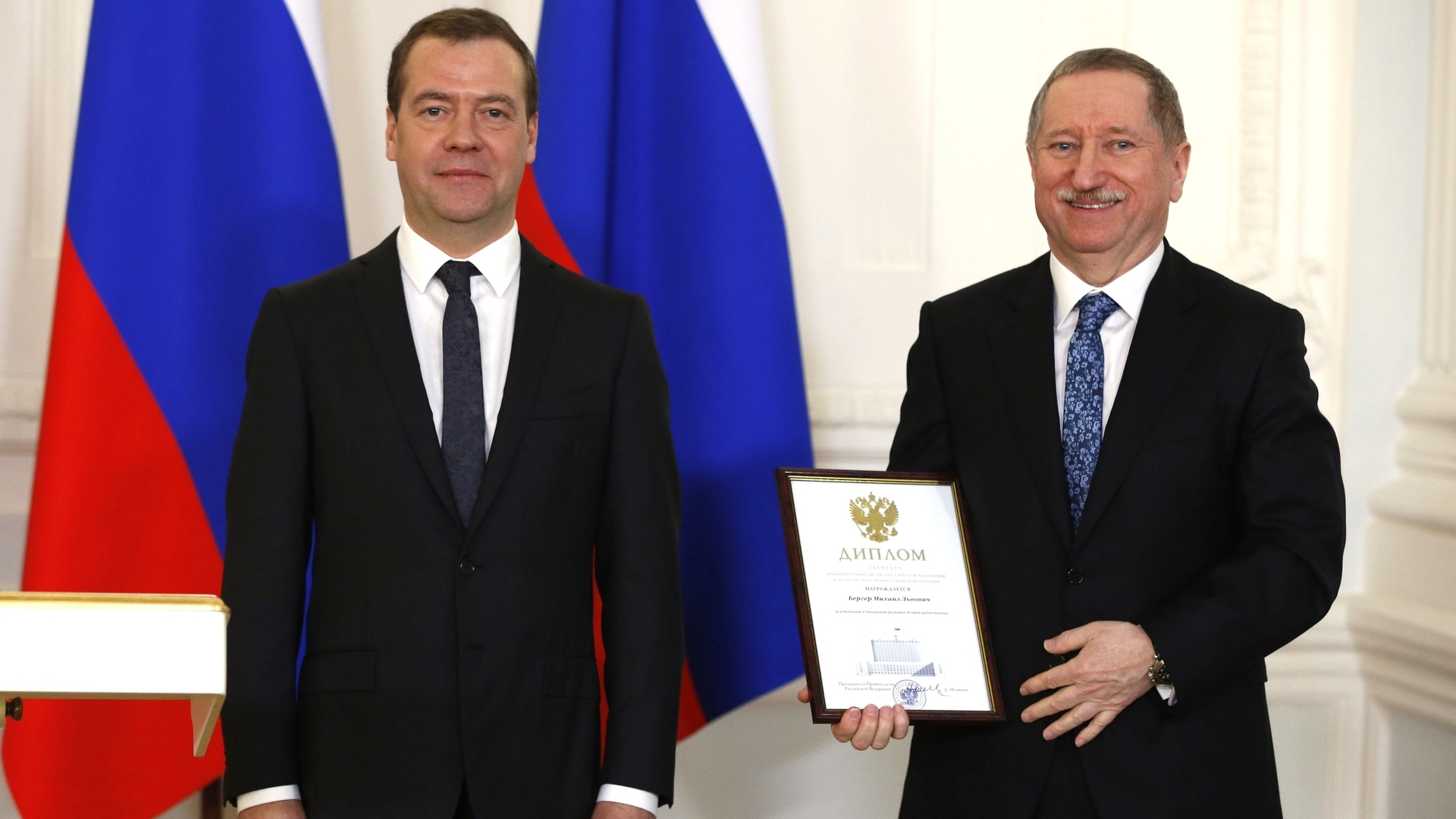
Дмитрий Медведев и Михаил Бергер во время вручения премии Правительства РФ в области СМИ 13 января 2017 года

- Премия Правительства Российской Федерации 2016 года в области средств массовой информации (3 декабря 2016 года) — за создание уникального формата первого делового радио и его устойчивое динамичное развитие[3].

## Книги
- От зарплаты до зарплаты : Беседы в семье молодых москвичей Федосовых с отступлениями, коммент., полез. советами, которые вводят нас в мир домаш. экономики / М. Бергер, Е. Каневский. — М. : Московский рабочий, 1989. — 270,[2] с. — (Семейн. круг).; ISBN 5-239-00231-2
- Реабилитация здравого смысла / М. Бергер, А. Пашков. — Свердловск : Средне-Уральское книжное издательство, 1990. — 207,[2] с. — (Экономика. актуал. разговор) — ISBN 5-7529-0423-4
- Крест Чубайса (в соавторстве с Ольгой Проскуриной). — М.: КоЛибри, 2008. — 448 с. — ISBN 978-5-389-00141-1.